# Гамма-промені
Га́мма-випромі́нювання або гамма-промені — електромагнітне випромінювання найвищої енергії з довжиною хвилі меншою за 1 ангстрем. Утворюється в реакціях за участю атомних ядер і елементарних частинок у процесах розпаду, синтезу, анігіляції, під час гальмування заряджених частинок великої енергії.
Позначаються грецькою літерою γ.
Гамма-промені мають велику проникність, не заломлюються, під час взаємодії з речовиною спричиняють іонізацію атомів, породжують електрон-позитронні пари.
Окремі фотони в гамма-променях називають гамма-квантами.

## Утворення

Схема радіоактивного розпаду ^{60}Co. У результаті бета-розпаду утворюється ядро Ni^{*60} у збудженому стані. Згодом відбувається каскад переходів в основний стан із випромінюванням гамма-квантів.

Одним із процесів утворення гамма-квантів є випромінювання радіоактивним ядром, яке перебуває в збудженому стані. Гамма-квант випромінюється внаслідок переходу ядра зі збудженого стану в основний. При цьому не змінюються ні атомний номер, ні масове число ядра.
Гамма-кванти можуть з'являтися також в інших, складніших ядерних реакціях.
Іншим джерелом гамма-променів є гальмівне випромінювання високоенергетичних заряджених частинок. Заряджені частинки, рухаючись з прискоренням, випромінюють електромагнітні хвилі. Спектр випромінювання залежить від енергії частинки. Для того, щоб частинка випромінювала гамма-кванти, її енергія має бути дуже високою, лежати в області принаймні десятків МеВ. Такі частинки можна отримати в прискорювачах, зокрема синхротронах.
Гамма-промені можуть також утворюватися внаслідок анігіляції частинок з античастинками. Оскільки в такому випадку сумарний імпульс частинок та античастинок зазвичай невисокий, утворені два гамма-кванти рухаються в протилежних напрямках. Одночасне детектування двох гамма-квантів, що розповсюджуються в протилежних напрямках, є експериментальним підтвердженням акту анігіляції.

## Енергія
Енергія гамма-квантів обмежена лише знизу — довжина хвилі у 1 ангстрем відповідає енергії фотона трохи більше за десять кеВ.
Енергія гамма-квантів теплової природи може досягати сотень кеВ — фотони з енергією 1 МеВ випромінюються абсолютно чорним тілом температурою 2 млрд К.
При радіоактивному розпаді утворюються гамма-кванти з енергіями від десятків кеВ до десятка Мев. У випадку β+-розпаду, при якому утворюється позитрон, він швидко анігілює з навколишніми електронами, випромінюючи при цьому фотон з енергією 511 кеВ.
При зіткненні частинок у прискорювачах утворюються фотони з енергіями у сотні ГеВ.
Фотони з енергіями вище 30 ГеВ називають дуже високоенергетичними, а з енергіями вище 30 ТеВ — ультра-високоенергетичними, з енергіями вище 30 ПеВ — екстремально високоенергетичними. Такі гамма-кванти утворюються в астрофізичних процесах, проте детектувати їж дуже складно. Імовірно, на 1 км² поверхні Землі падає менш ніж один гамма-квант з енергією вище за 30 ПеВ на день. Найбільш енергетичне зафіксоване гамма-випромінювання прийшло з боку Крабоподібної туманності. Енергія його фотонів досягала 450 ТеВ.

## Взаємодія з речовиною
Гамма-промені мають найбільшу проникність з усіх видів радіації. Відповідно, від них найважче захиститися. Взаємодія фотонів великих енергій із речовиною слабка. Поглинаючись чи розсіюючись у речовині, гамма-промені передають велику енергію зарядженим частинкам, які відповідають за народження великого числа радіаційних дефектів. Існує три види взаємодії гамма-квантів з речовиною: фотоефект, комптонівське розсіювання і народження електрон-позитронних пар.
Явище фотоефекту залежить від взаємодії електромагнітної хвилі з електронами в складі атомів. Велика енергія, а отже й частота гамма-квантів призводить до зменшення ефективності такої взаємодії, оскільки електрони стають надто інертними, щоб реагувати на швидкі зміни напруженості електричного поля хвилі. Тому зі збільшенням енергії гамма-квантів фотоефект, який є основним типом взаємодії гамма-квантів малих енергій з речовиною, дає дедалі менший внесок у процес їхнього поглинання.
За великих енергій гамма-квантів основним каналом поглинання стає народження електрон-позитронних пар. Гамма-квант може утворити електрон-позитронну пару, якщо його енергія принаймні вдвічі перевищує масу спокою електрона. У порожньому просторі утворення електрон-позитронної пари неможливо через вимогу одночасного виконання законів збереження енергії та імпульсу. Для утворення електрон-позитронної пари потрібне ще одне тіло, яке могло б узяти на себе частину імпульсу, тому народження пар відбувається лише в речовині.
За проміжних енергій гамма-квантів основним шляхом їхньої взаємодії з речовиною є комптонівське розсіювання. Воно відрізняється від інших типів взаємодії тим, що розсіюючись на заряджених частинках, гамма-квант не зникає, а віддає лише частину енергії.
Резонансне поглинання гамма-квантів ядрами загалом не відбувається, оскільки енергія гамма-кванта, який випромінюється атомами, дещо відрізняється від різниці енергій ядерних рівнів. Частина енергії йде на віддачу ядра. Однак таке поглинання можна спостерігати в спеціальних умовах, забезпечених постановкою експерименту. Детальніше про це в статті Ефект Месбауера.

## Застосування
Попри небезпеку гамма-променів для живих організмів, вони застосовуються в медицині. Здатність високочастотних фотонів руйнувати живі клітини застосовують для стерилізації медичних інструментів і для знищення ракових клітин. Для діагностики застосовують мічені атоми, які випромінюють гамма-промені.
У 1950-х — 1970-х роках виникла галузь астрономії, яка вивчає космічні об'єкти та процеси за їх гамма-випромінюванням.